# Мирний (Крим)
Ми́рний (крим. Mırnıy) — селище в Україні, у складі Євпаторійського району Автономної Республіки Крим.
Розташоване в північно-західній частині Кримського півострова на південному березі озера Донузлав, за 30 км від міста Євпаторія.
За 4 км від Мирного є військовий аеродромний комплекс Донузлав і морський порт.
Зв'язок з містом Євпаторія здійснюється приміськими автобусами.
За радянських часів селище Мирний — це військовий гарнізон, де проживали військовослужбовці Чорноморського флоту і члени їх сімей. У селищі розташовані: дитячий садок, загальноосвітня школа; лікувальна амбулаторія; клуб, 2 бібліотеки, дитяча школа мистецтв; готель, бари, кафе. До 2014 року працювало відділення Ощадбанку.

## Населення
За даними перепису населення 2001 року, у селищі мешкало 4052 особи. Мовний склад населення села був таким:
| Мова              | Число ос. | Відсоток |
| ----------------- | --------- | -------- |
| українська        | 418       | 10,32    |
| російська         |           | 88,06    |
| кримськотатарська | 3568      | 0,54     |
| білоруська        | 17        | 0,42     |
| вірменська        | 9         | 0,22     |
| молдавська        | 6         | 0,15     |
| болгарська        | 1         | 0,02     |